# 홍동현
홍동현(洪東賢, 1991년 10월 30일 ~ )은 대한민국의 축구 선수이며 포지션은 공격수이다. 현재 대한민국 K리그 챌린지 안산 그리너스 FC에서 활약하고 있다.

## 축구인 경력

### 선수 경력
2014년 숭실대학교를 졸업하고 자유계약으로 부산 아이파크에 입단하였고 2017년 7월 안산 그리너스 FC로 이적하였다.